# 喻文璧
喻文璧（1462年—？年），字德卿，四川眉州人，民籍，治《詩經》，明朝政治人物。

## 生平
四川鄉試第五十一名舉人。弘治十五年（1502年）中式壬戌科三甲第一百六十七名進士。累官廣東按察使司僉事。

## 家族
曾祖喻彥章；祖父喻鑑，推官；父喻用中，驛丞。母彭氏。